# Rophites anatolicus
Rophites anatolicus (лат.) — вид пчёл из подсемейства Rophitinae семейства Halictidae.

## Распространение
Восточное Средиземноморье: Турция.

## Описание
Средней величины пчёлы (длина около 8 мм) чёрного цвета со светлым опушением. Усики рыжевато-коричневые (у близкого вида Rophites theryi они чёрные). Переднее крыло с двумя радиомедиальными ячейками. 1-й и 2-й членики лабиальных щупиков уплощены. Метапостнотум короче скутеллюма. Брюшко удлинённое. Гнёзда устраивает в почве. Опыляет бобовые (Fabaceae).

## Систематика
Rophites anatolicus включён (Michener, 2000, 2007) в состав подрода Rhophitoides (как часть род Rophites). Однако, некоторые авторы (Песенко, Астафурова, 2006; Астафурова, 2014) считают подрод Rhophitoides отдельным от Rophites самостоятельным таксоном родового уровня и называют вид как Rhophitoides anatolicus.